# Cycas rumphii
Cycas rumphii är en kärlväxtart som beskrevs av Friedrich Anton Wilhelm Miquel. Cycas rumphii ingår i släktet Cycas, och familjen Cycadaceae. IUCN kategoriserar arten globalt som nära hotad. Inga underarter finns listade i Catalogue of Life.

## Bildgalleri

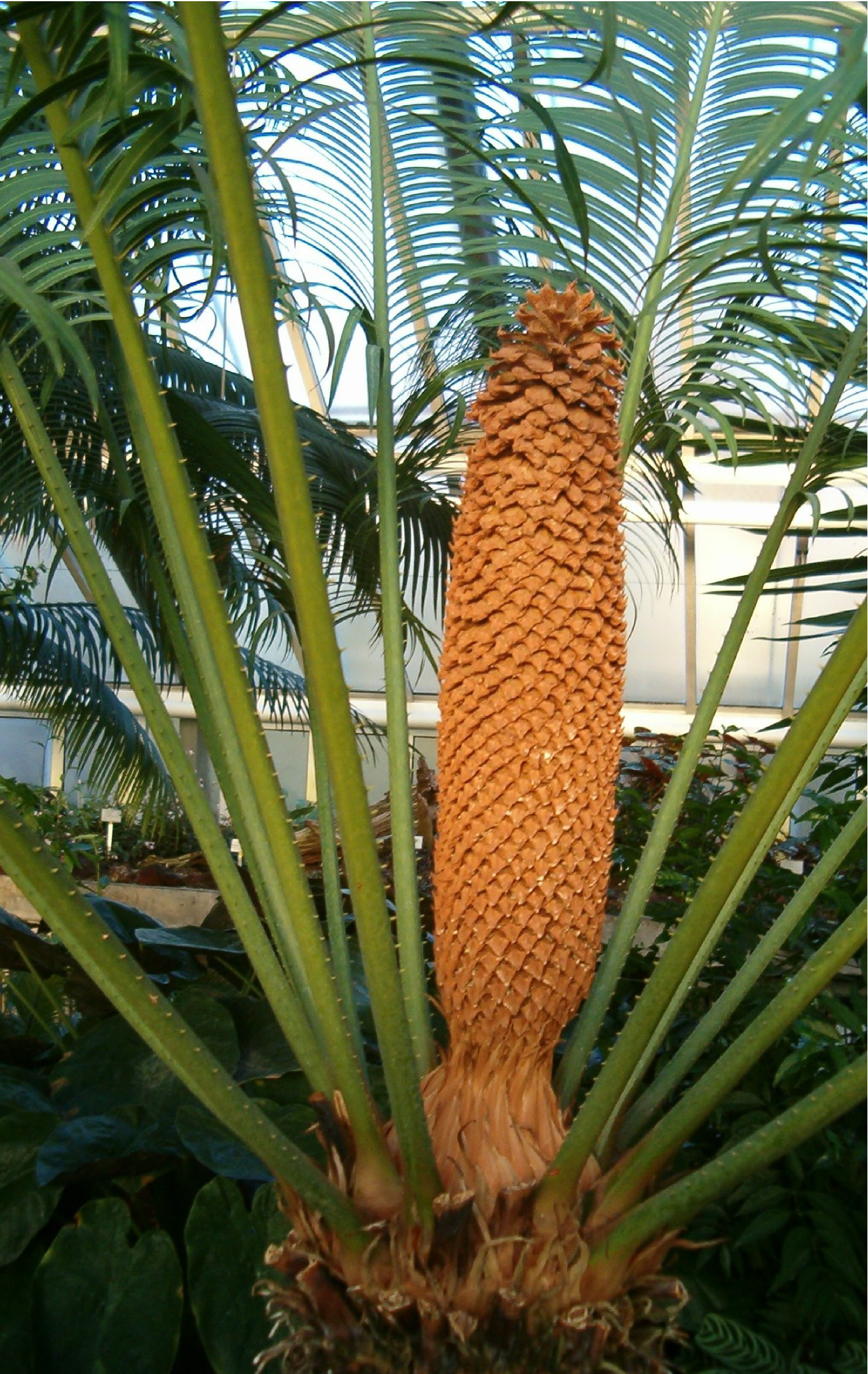
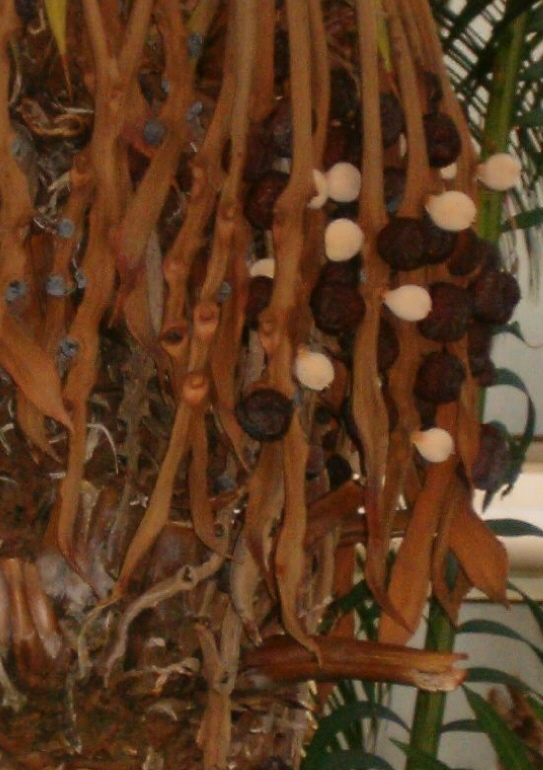
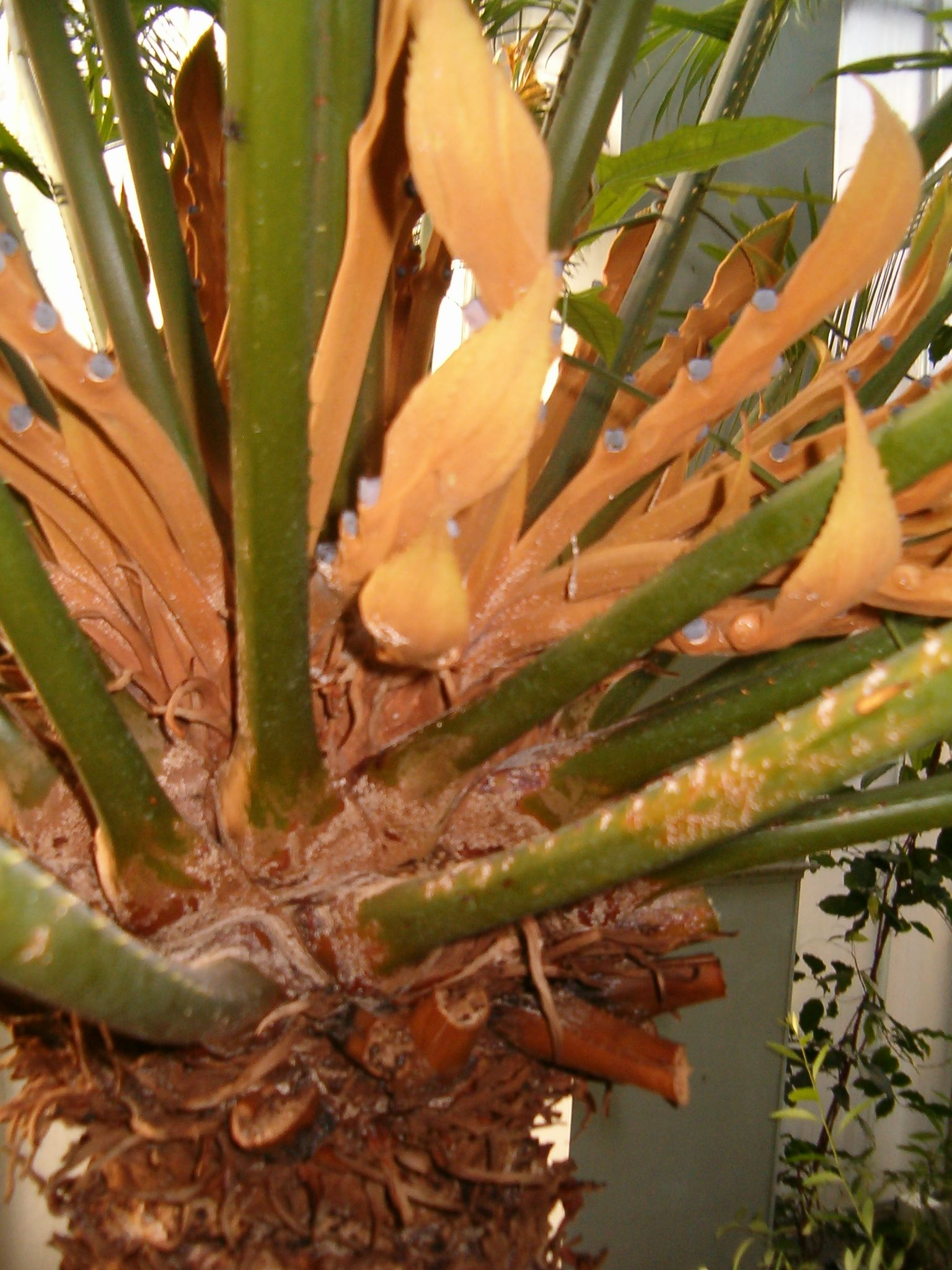
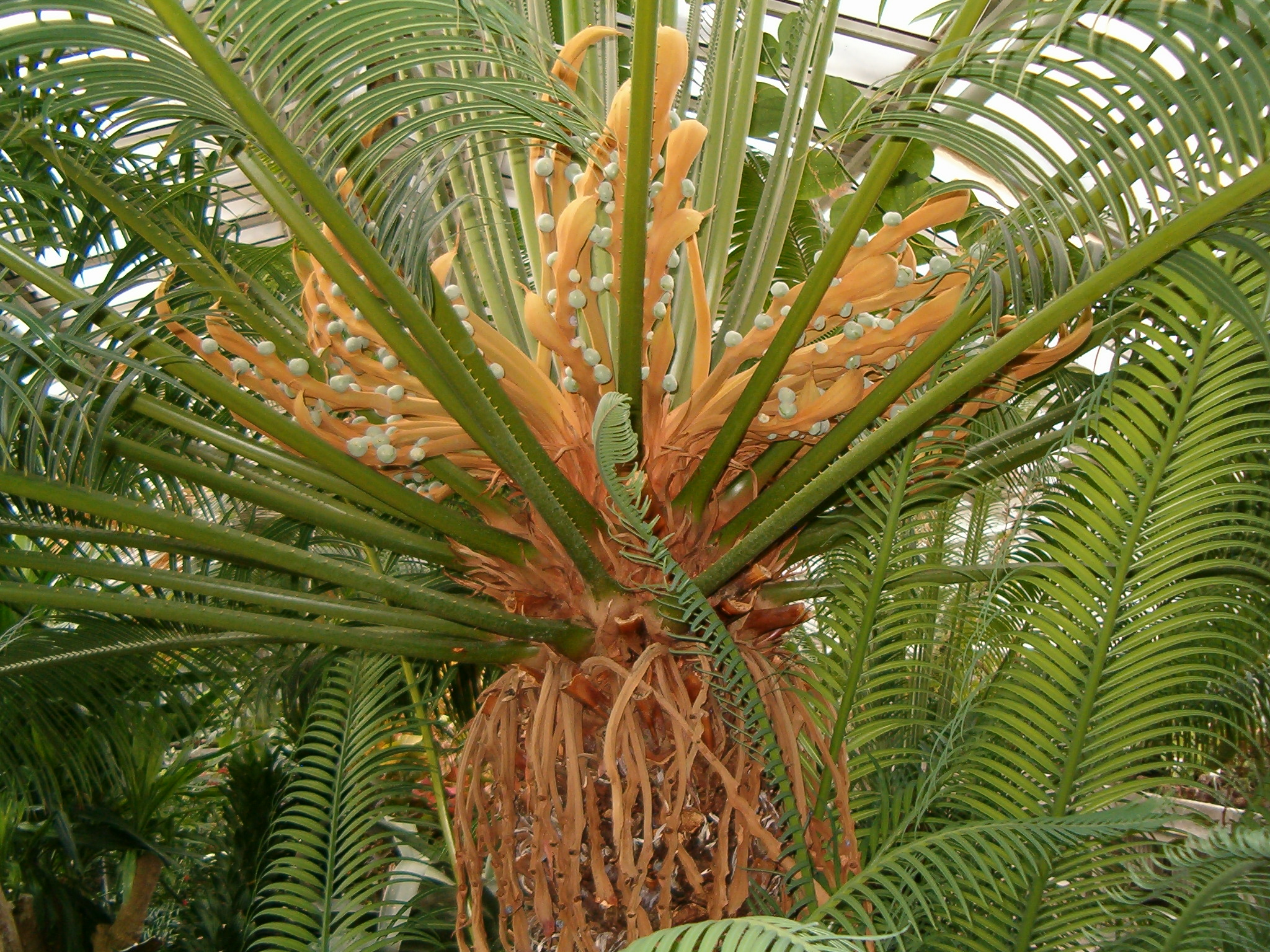
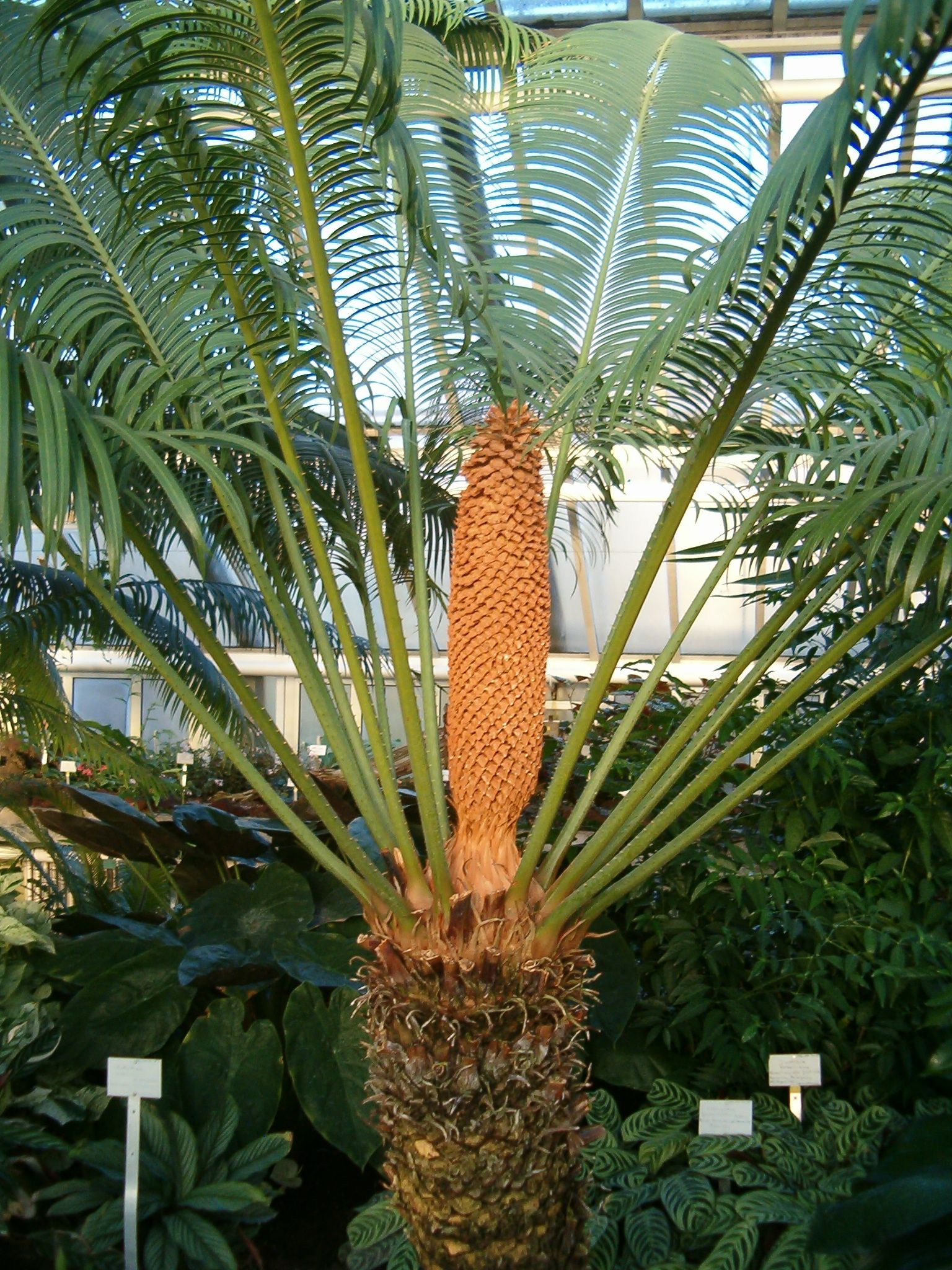
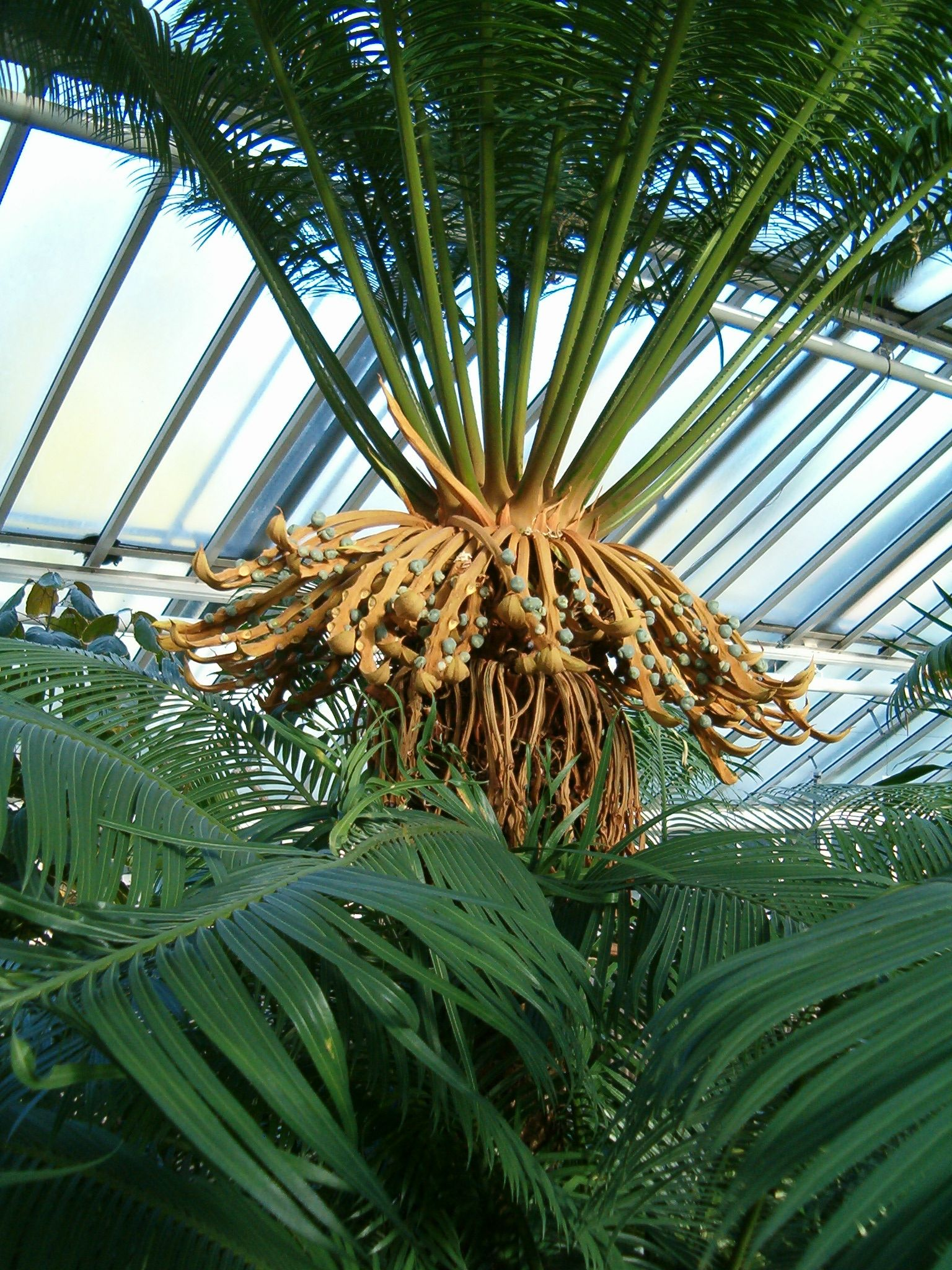